# Susanne Talabardon
Susanne Talabardon (* 1965 in Ost-Berlin; frühere Namen Susanne Fischbeck und Susanne Galley) ist eine deutsche Judaistin.

## Leben
Susanne Fischbeck wuchs in Ost-Berlin auf. Ihr Vater ist der Physiker und Bürgerrechtler Hans-Jürgen Fischbeck, ihre jüngere Schwester Constanze Fischbeck ist Bühnenbildnerin. Nach dem Abitur an der EOS „Georg Friedrich Händel“ studierte sie von 1984 bis 1990 evangelische Theologie an der Humboldt-Universität zu Berlin. Von 1990 bis 1994 absolvierte sie ein Forschungsstudium an der Theologischen Fakultät der HU Berlin. Von 1990 bis 1994 war sie Lehrbeauftragte für Mittel- und Althebräisch an der Humboldt-Universität. Von 1994 bis 1996 machte sie eine Ausbildung zur evangelischen Religionslehrerin. Von 1994 bis 1995 war sie Praktikantin im Religionsunterricht am Canisius-Kolleg Berlin und an der Mendelssohn-Gesamtschule in Berlin-Tiergarten. Nach der Promotion 1996 im Fachbereich Altes Testament/Judaistik; Thema: Moshe ha-Naví. Studien zu Überlieferung und Deutung Moses als Prophet arbeitete sie von 1997 bis 2001 an der Habilitation zum Thema: Zaddik Jesod Òlam. Untersuchungen zur osteuropäisch-jüdischen Hagiographie des 18. und 19. Jahrhunderts aufgrund von Erzählungen aus dem Umfeld des Chassidismus. Von 1995 bis 1997 war sie Religionslehrerin am Herder-Gymnasium Berlin-Lichtenberg. Von 1997 bis 2005 war sie wissenschaftliche Mitarbeiterin am Lehrstuhl für Religionswissenschaft/Jüdische Religionsgeschichte; am Kollegium Jüdische Studien der Universität Potsdam. Von 2001 bis 2005 war sie Koordinatorin des Kollegiums Jüdische Studien. Im Wintersemester 2004/2005 vertrat sie den Lehrstuhl der Professur für Religionswissenschaft mit dem Schwerpunkt Jüdische Religionsgeschichte. Von 2005 bis 2008 war sie wissenschaftliche Mitarbeiterin am Institut für Religionswissenschaft/ Christentum der Universität Potsdam. Seit 2008 lehrt sie als Professorin für Judaistik an der Otto-Friedrich-Universität Bamberg.

## Schriften (Auswahl)
- Das jüdische Jahr. Feste, Gedenk und Feiertage. Beck, München 2003, ISBN 3-406-49442-0 (Beck’sche Reihe 1523).
- Das Judentum. New York 2006, ISBN 3-593-37977-5.
- Unterm Feigenbaum. Rekonstruktionen zu einem jüdisch-christlichen Thema. Würzburg 2011, ISBN 978-3-89913-801-6.
- mit Helga Völkening: Die Hebräische Bibel. Eine Einführung. Berlin 2015, ISBN 3-95410-028-2.
- Chassidismus. Tübingen 2016, ISBN 3-8252-4676-0.
- Expeditionen in die Fremde. Zu Theorie und Praxis der räumlichen Expansion des Heiligen in der jüdischen Religionsgeschichte. S. 285–310 In: Norbert Franz, Rüdiger Kunow (Hrsg.): Kulturelle Mobilitätsforschung: Themen – Theorien – Tendenzen. Universitätsverlag Potsdam, Potsdam 2011, ISBN 978-3-86956-090-8, auf publishup.uni-potsdam.de